# Oumalik River
Der Oumalik River ist ein 250 km langer linker Nebenfluss des Chipp River im Bereich der North Slope im Norden des US-Bundesstaats Alaska.

## Flusslauf
Der Oumalik River entspringt in der Arktischen Ebene, 103 km südsüdöstlich von Atqasuk auf einer Höhe von etwa 150 m. Er fließt anfangs nach Nordosten. Etwa nach einem Drittel seines Flusslaufs wendet sich der Oumalik River nach Norden. Er durchquert nun eine mit unzähligen kleineren und größeren Seen durchsetzte Tiefebene mit zahlreichen Flussschlingen. Der Oumalik River mündet schließlich in den Chipp River, ein größerer linker Mündungsarm des Ikpikpuk River, etwa 101 km oberhalb dessen Mündung in die Admiralty Bay. Der Mittel- und Unterlauf des Oumalik River wird von unzähligen abgeschnittenen Altarmen gesäumt.

## Namensgebung
Der Flussname stammt aus der Eskimo-Sprache und bedeutet „Häuptling“, „Bernstein“ oder „Asche“. Der Fluss wurde in den späten 1940er oder frühen 1950er Jahre von Geologen der Naval Petroleum Reserve No. 4 entsprechend benannt.

## Einzugsgebiet
Das etwa 1500 km² große Einzugsgebiet des Oumalik River befindet sich in der National Petroleum Reserve in Alaska, einem über 90.000 km² großen Gebiet an der Nordküste von Alaska. Das Einzugsgebiet grenzt im Osten an das des Titaluk River sowie im Westen an die Einzugsgebiete von Ishuktak Creek und Topagoruk River.